# Dolayi Doevi Tsibiakou
Dolayi Doevi Tsibiakou, dit Dolayi, est un footballeur né le 11 octobre 1989 à Lomé (Togo). Dolayi est passé par le centre de formation de Kadji Sports Académie au Cameroun avant de jouer à L'étoile Filante de Lomé. À peine intégrer dans une formation de première division, il s’est très vite révélé comme le leader naturel de la division offensive de son équipe. Excellent technicien et adroit sur les coups de pied arrêtés, il peut évoluer en milieu offensif ou en pointe. Il comptabilise 5  sélections avec l'équipe du Togo. Grand espoir du football togolais, Dolayi considéré le nouvel Adébayor. Il a participé en novembre 2008 au tournoi de l'uemoa avec le Togo.

## Carrière
- Formé à Kadji Sports Academy ( Cameroun) puis au Goliath Football Club ( Togo)
- Depuis 2007 : Étoile filante de Lomé ( Togo)

## International
- International togolais (5 sélections, depuis Mars 2007).